# Amanda Tenfjord
Amanda Klara Georgiadis Tenfjord (en griego: Αμάντα Γεωργιάδη; Ioánina, 9 de enero de 1997), conocida simplemente como Amanda Tenfjord, es una cantante y doctora greco-noruega. Se convirtió en la representante de Grecia en el Festival de la Canción de Eurovisión 2022.

## Carrera profesional
Tenfjord comenzó a recibir lecciones de piano a la edad de 5 años. Su canción "Run" ganó el Premio de Música en 2015 y apareció en un video publicitario de Personskadeforbundet LTN en 2014.
En 2016, participó en el concurso de música noruego de TV 2, The Stream, donde se clasificó entre los 30 mejores participantes. En 2019, apareció en un programa de P3 Live con la canción "Let Me Think".
Tenfjord también ha realizado giras con la banda noruega Highasakite. En, 2019 tocó en el festival de música Trondheim Calling. Asimismo, fue galardonada con el Premio de Cultura Juvenil del municipio de Haram ese mismo año.

## Vida personal
Amanda Klara Georgiadis Tenfjord nació el 9 de enero de 1997, fruto de la relación de la noruega Greta Katrin Tenfjord y su marido griego Konstantinos Georgiadis. Amanda nació en Ioánina y vivió sus primeros años en Grecia, antes de que ella y su familia se mudaran a Tennfjord, en la provincia noruega de Møre og Romsdal. Allí, fue a la misma clase que la artista Sigrid, quien fue su inspiración para seguir una carrera artística en su último día en la escuela secundaria superior de Fagerlia. Luego, Tenfjord se mudó a Trondheim en 2015 para comenzar a estudiar Medicina en la Universidad Noruega de Ciencia y Tecnología. En 2019, Tenfjord anunció que pausaría sus exigentes estudios para centrarse en la música.

## Discografía

### Sencillos
- "Run" (2014)
- "I Need Lions" (2016)
- "Man of Iron" (2017)
- "First Impression" (2018)
- "No Thanks" (2018)
- "Let Me Think" (2018)
- "The Floor Is Lava" (2019)
- "Troubled Water" (2019)
- "Kill The Lonely" (2019)
- "As If" (2020)
- "Pressure" (2020)
- "Then I Fell in Love" (2020)
- "Miss the Way You Missed Me" (2021)
- "Die together" (2022)
- "Plans" (2022)
- "All in" (2022)
- "Aman" (2022)

### EP
- First Impression (2018)
- Miss the Way You Missed Me (2021)